# 有閑喫茶あにまーれ
有閑喫茶あにまーれ（ゆうかんきっさ あにまーれ、AniMare）は、かつて存在した動物をモチーフとした日本のバーチャルYouTuberユニット。2023年3月21日付で774 inc.が運営するバーチャルYouTuber事務所『ななしいんく』に統合された。

## 来歴
2018年6月8日にYouTubeでの活動を開始した。いちから株式会社が制作協力したことから同社が運営するにじさんじの妹分ユニットというキャッチコピーが用いられたが、運営元は異なる。同年8月30日からはupd8に参加していた。2020年5月1日からは774 inc.に集約された。
2019年3月13日に宗谷いちかと日ノ隈らんが、3月14日に因幡はねると宇森ひなこが、自身の3D化した姿を披露する生放送を配信。
2019年6月8-9日に『あにまーれ24 デビュー一周年記念24時間3D生放送』開催。
2019年6月25日に運営母体774 inc.設立。
2020年2月8日の「あにまーれにあつまーれ 1集目 -季節外れの大運動会-」で、「風見くく（かざみ くく）」「柚原いづみ（ゆのはら いづみ）」の新メンバー加入が発表された。
2020年4月11日に「灰原あかね（はいばら あかね）」「桃乃ゆらり（ももの ゆらり）」「白宮みみ（しろみや みみ）」「羽柴なつみ（はしば なつみ）」の新メンバー加入が発表された。この新メンバーのうち「白宮みみ」は既に活動しており、ユニット初の外部からの加入となる。
2020年4月16日、メンバーが出演するアニメ動画チャンネル「奇想天外あにびっと!」を開設。
2020年4月23日、新メンバーとして発表されていた「桃乃ゆらり」について、当人と運営の取り交わしに虚偽が発覚したため、デビューが取りやめとなったことが発表された。
2020年5月31日に「灰原あかね」について体調不良の申し出を受け無期限休止となったが、同年8月26日に公式より引退が発表された。
2020年6月13日 - 14日に『あにまーれ2周年感謝祭 26時間放送』開催。
2020年9月26日の「【20万人記念】3D耐久!リスナー100人とお喋りしたり歌ったり食べたり寝たりする」で、「瀬島るい（せしま るい）」「飛良ひかり（ひら ひかり）」の新メンバー加入が発表された。
2021年1月26日の「あにまーれマイクラ対決」で、「大浦るかこ（おおうら るかこ）」「月野木チロル（つきのき ちろる）」「湖南みあ（こなん みあ）」の新メンバー加入が発表された。この新メンバーのうち「月野木チロル」は既に活動しており、加入に伴い「月野木ちろる」に改名した。
2021年1月29日に「羽柴なつみ」について、“急性突発性難聴”の診断を受け、療養に専念するため活動休止となった。2021年3月7日より活動を再開したが、羽柴の体調を優先するため流動的な活動スケジュールとなることが発表された。
2021年2月21日に「月野木ちろる」について、体調不良で治療に専念するため活動休止を発表。2021年4月23日にメッセージ動画を配信し、目の治療を行っていることを明かした。2021年5月8日より活動を再開したが、月野木の体調を優先するため流動的な活動スケジュールとなることが発表された。その後、再度休止期間を挟んで、11月13日より活動再開した。
2021年4月1日、竹書房「近代麻雀」にて、『因幡はねるのハネマン麻雀』（作画：菅野航）連載開始。
2021年6月1日、メンバーが出演する関連動画チャンネル「きまぐれ委員会」を開設。
2021年6月19日、あにまーれ3周年記念イベント『あにまーれにあつまーれ2集目-超獣歌合戦-』開催。
2021年6月27日に「羽柴なつみ」について、無期限療養として活動休止となったが、その後の体調が回復しなかったため、2021年8月12日に同年8月15日をもって引退することが発表された。引退までの4日間はソロ配信や卒業記念コラボ配信への参加を行い、15日に引退配信を行った。
2021年10月7日に「白宮みみ」が、体調不良により活動を休止、2022年2月28日に体調の回復の兆しが見られないことから引退を発表した。
2022年3月18日に「月野木ちろる」について、再度の活動休止を発表した。
2022年3月30日に「宗谷いちか」について、2022年4月30日をもって「有閑喫茶あにまーれ」での活動を卒業することが発表された。卒業後も774inc.所属のタレントとして活動を続ける。
2022年3月31日、「奇想天外あにびっと!」での動画配信を終了。
2022年4月30日、「宗谷いちか」が卒業。
2022年6月18日、あにまーれ4周年記念イベント『AniMare 4th Anniversary -あにまーれ学園祭!-』開催。
2022年8月13日 - 14日に「柚原いづみ」について、24時間配信企画『いづみ24』開催。
2023年3月19日、774inc.は2023年3月21日より全グループ・全所属タレントを統合し『ななしいんく』として1つになることが発表された。

## 背景設定
「有閑喫茶あにまーれ」は北区赤羽に位置する喫茶店である。そこでは動物のコスプレをしたような少女達が働いているが、その正体は人間ではなく、店も異世界と繋がっている。店の存在理由自体は不明だが、彼女達は自身がやりたいことを仕事にしており、毎日賑やかな時間を過ごしている。

## メンバー

### 最終メンバー
| 名前 | 誕生日   | 年齢 | 身長  | モチーフ       | イメージカラー                 |
| --- | -------- | ---- | ----- | -------------- | ------------------------------ |
| 因幡はねる （いなば はねる） | 3月3日   | 19歳 | 156cm | ウサギ         | 黄                             |
| グループリーダー。雇われ店長。 |          |      |       |                |                                |
| 日ノ隈らん（ひのくま らん） | 11月18日 | 12歳 | 139cm | クマ           | 緑                             |
| 風見くく（かざみ くく） | 9月9日   | 16歳 | 148cm | ニワトリ       | 橙                             |
| 2020年2月15日Twitterデビュー。同年2月22日YouTubeデビュー。 |          |      |       |                |                                |
| 柚原いづみ（ゆのはら いづみ） | 1月23日  | 19歳 | 不詳  | カピバラ       | ブラウン                       |
| 2020年2月15日Twitterデビュー。同年2月22日YouTubeデビュー。 |          |      |       |                |                                |
| 瀬島るい（せしま るい） | 4月20日  | 不詳 | 不詳  | ミックス犬     | 臙脂色                         |
| 2020年10月3日Twitterデビュー。同年10月10日YouTubeデビュー。 |          |      |       |                |                                |
| 飛良ひかり（ひら ひかり） | 1月5日   | 14歳 | 147cm | インコ         | 珊瑚色                         |
| 2020年10月3日Twitterデビュー。同年10月10日YouTubeデビュー。 |          |      |       |                |                                |
| 大浦るかこ（おおうら るかこ） | 9月26日  | 20歳 | 不詳  | フクロウ       | 藍色                           |
| 2021年1月31日Twitterデビュー。同年2月7日YouTubeデビュー。 |          |      |       |                |                                |
| 月野木ちろる（つきのき ちろる） | 12月6日  | 17歳 | 148cm | ジャッカロープ | アイスグリーン、ミントグリーン |
| 2019年4月3日-2021年1月まで月野木チロル名義で個人勢として活動。2021年1月31日に新メンバーとして加入、同年2月7日有閑喫茶あにまーれメンバーとしてYouTubeデビュー。 |          |      |       |                |                                |
| 湖南みあ（こなん みあ） | 8月7日   | 15歳 | 153cm | ミーアキャット | クリームイエロー               |
| 2021年1月31日Twitterデビュー。同年2月7日YouTubeデビュー。 |          |      |       |                |                                |

### 運営
| 名前                          | 誕生日 | 年齢 | モチーフ | イメージカラー | 備考              |
| ----------------------------- | ------ | ---- | -------- | -------------- | ----------------- |
| 黒猫ななし（くろねこ ななし） | 7月4日 | 不詳 | ネコ     | 黒             | 公式Twitter担当。 |

### 元メンバー
| 名前 | 誕生日  | 年齢 | モチーフ       | イメージカラー |
| --- | ------- | ---- | -------------- | -------------- |
| 稲荷くろむ（いなり くろむ） | 10月5日 | 14歳 | キツネ         | 赤             |
| 2018年6月8日より活動開始。同年12月29日に引退。 |         |      |                |                |
| 宇森ひなこ（うもり ひなこ） | 8月21日 | 17歳 | コウモリ       | ピンク         |
| 2018年6月8日より活動開始。2019年10月9日に体調不良により引退。 |         |      |                |                |
| 灰原あかね（はいばら あかね） | 5月6日  | 15歳 | レッサーパンダ | 紫             |
| 2020年4月18日Twitterデビュー。同年4月25日YouTubeデビュー。 2020年5月31日に無期限休止。同年8月31日に引退。 |         |      |                |                |
| 桃乃ゆらり（ももの ゆらり） | 不詳    | 不詳 | 不詳           | 不詳           |
| 2020年4月18日Twitterデビュー。同年4月25日デビュー予定だったが、契約違反が発覚し取りやめ。 |         |      |                |                |
| 羽柴なつみ（はしば なつみ） | 4月8日  | 15歳 | 柴犬           | 抹茶           |
| 2020年4月18日Twitterデビュー。同年4月25日YouTubeデビュー。 2021年8月12日に体調不良により引退が発表され、同年8月15日に引退。 |         |      |                |                |
| 白宮みみ（しろみや みみ） | 12月1日 | 14歳 | 白狐           | 白             |
| 2019年5月19日VTuberグループ「プライブユー」のメンバーとしてデビュー、同年6月9日YouTubeデビュー。 同年11月15日に「プライブユー」が解散し、個人で活動を行っていたが2020年4月18日に新メンバーとして加入、同年4月25日有閑喫茶あにまーれメンバーとしてYouTubeデビュー。 2021年10月7日に体調不良により休養に入り、2022年2月28日に体調の回復が見られないことから引退を発表。 |         |      |                |                |
| 宗谷いちか（そうや いちか） | 11月1日 | 18歳 | イヌ           | 青（ 水色）    |
| 2018年6月8日より活動開始。2022年4月30日に卒業。卒業後は774inc.所属Vtuberとして活動。 |         |      |                |                |

## 出演

### テレビ番組

#### 2018年
- キズナアイのばん組（9月27日、因幡はねる、BS日テレ、VTR出演[78]）
- のとく番〜アイは世界を繋ぐ〜（12月1日、BS日テレ、因幡・宗谷・稲荷[注釈 2]）

#### 2019年
- のとく番〜アイは世界を繋ぐ〜2019（12月1日、因幡はねる、BS日テレ、VTR出演[79]）

#### 2020年
- 超人女子戦士 ガリベンガーV（12月10日、因幡はねる、テレビ朝日、ゲスト出演[80]）

#### 2021年
- 超人女子戦士 ガリベンガーV（4月10日、因幡はねる、テレビ朝日、ゲスト出演[81]）
- 超人女子戦士 ガリベンガーV（7月3日、風見くく、テレビ朝日、ゲスト出演[82]）
- プロジェクトV（7月28日、因幡はねる、日本テレビ、ゲスト出演[83]）
- プロジェクトV（11月24日、因幡はねる、日本テレビ、ゲスト出演[84]）

#### 2022年
- 超人女子戦士 ガリベンガーV（1月8日、因幡はねる、テレビ朝日、ゲスト出演[85]）
- 超人女子戦士 ガリベンガーV（1月22日、因幡はねる、テレビ朝日、ゲスト出演[86]）
- プロジェクトV（2月23日、因幡はねる、風見くく、日本テレビ、ゲスト出演[87]）
- 超人女子戦士 ガリベンガーV（3月26日、柚原いづみ、大浦るかこ、テレビ朝日、ゲスト出演[88]）
- 超人女子戦士 ガリベンガーV（4月14日、4月21日、風見くく、テレビ朝日、ゲスト出演[89][90]）
- 超人女子戦士 ガリベンガーV（5月26日、6月2日、日ノ隈らん、テレビ朝日、ゲスト出演[91][92]）
- 超人女子戦士 ガリベンガーV（7月7日、大浦るかこ、テレビ朝日、ゲスト出演[93]）
- 超人女子戦士 ガリベンガーV（7月21日、柚原いづみ、テレビ朝日、ゲスト出演[94]）
- 超人女子戦士 ガリベンガーV（9月15日、因幡はねる、テレビ朝日、ゲスト出演[95]）
- 熱闘!Mリーグ（10月23日、因幡はねる、テレビ朝日、ABEMA、ゲスト出演[96]）
- 謎解き戦士! ガリベンガーV（10月29日、11月5日、因幡はねる、テレビ朝日、ゲスト出演[97][98]）
- 熱闘!Mリーグ（12月18日、因幡はねる、テレビ朝日、ABEMA、ゲスト出演[99]

### ラジオ番組
2022年
- 飯田里穂の推し活推進部！（11月13日、TOKYO FM、因幡はねる、コメント出演[100][101]）
- 伊織もえのCHUCHUチューズデイ（11月15日、InterFM、柚原いづみ、風見くく、ゲスト出演[102]）
- 飯田里穂の推し活推進部！（11月16日、AuDeeプレミアム、因幡はねる、ゲスト出演[103]）
- WAI WAI Groovin'（11月17日、FM GUNMA、因幡はねる、柚原いづみ、風見くく、コメント出演[104][105]）
- 飯田里穂の推し活推進部！（11月20日、TOKYO FM、因幡はねる、コメント出演[106][107]）
- B・E・A・T（11月21日、RADIO BERRY、柚原いづみ、風見くく、コメント出演[108]）
- 伊織もえのCHUCHUチューズデイ（11月22日、InterFM、因幡はねる、ゲスト出演[109]）
- B-SIDE WAVE（11月23日、RADIO BERRY、因幡はねる、コメント出演[110]）
- 飯田里穂の推し活推進部！（11月23日、AuDeeプレミアム、因幡はねる、ゲスト出演[111]）
- 根本凪のシャカリキごじゃっぺラジオ（12月4日、LuckyFM茨城放送、因幡はねる、コメント出演[112]）
- AMEFURASSHIの大雨注意報！（12月5日、12月12日、InterFM、柚原いづみ、風見くく、ゲスト出演[113]
- MIOCHINのラジオノセカイ（12月6日、InterFM、因幡はねる、ゲスト出演[114][115]）
- ジェネZZ（12月13日、bayFM、因幡はねる、コメント出演[116]）
- SESSION!~AYAME EDITION~（12月19日、Datefm、因幡はねる、コメント出演[117]）
- ドミきゅん（12月21日、AIR-G'、因幡はねる、ゲスト出演[118]）
- 藤井アユ美のあゆゆ カフェ（12月31日、FM FUJI、柚原いづみ、風見くく、ゲスト出演[119]）

### ゲーム

#### 2019年
- 暁のブレイカーズ（7月11日 - 8月29日、因幡・宇森・宗谷・日ノ隈・黒猫ななし[120][121]）

#### 2022年
- Poker Chase（5月10日 - 5月31日、因幡はねる）[122]）

### イベント開催

#### 2018年
- 秋フェス × エンタス presents 因幡はねる「因の者オフ会」（11月16日、因幡はねる、秋葉原エンタス[123]）

#### 2019年
- VTuberLand2019 upd8 WEEK 〜うるとらすーぱーでらっくす〜（9月14日 - 9月22日、よみうりランド[124]）
- あにまーれ VS ハニーストラップ よみうりランド大決戦（9月14日、因幡・宇森・宗谷・日ノ隈、よみうりランド内「日テレらんらんホール」[125]）
- Souya Ichika 1st Q.「Re：72：7」（11月2日、宗谷いちか、池袋HUMAXシネマズ・109シネマズ大阪エキスポシティ[126][127]）
- 因の者オフ会 第二陣 -大願成就- inサンリオピューロランド（11月10日、因幡はねる、サンリオピューロランド[128][129]）
- ひのくまの誕生日会（11月17日、日ノ隈らん、秋葉原エンタス[130]）

#### 2020年
- あにまーれにあつまーれ 1集目 -季節外れの大運動会-（2月8日、因幡・日ノ隈・宗谷、109シネマズ川崎、109シネマズ大阪エキスポシティ、秋葉原エンタス[131]）
- ななしふぇす どぅーいっと『第1部・あにまーれと どぅーいっと!』（12月19日 SPWN[132]）

#### 2021年
- 因幡はねる誕生日イベント #はねたん -因幡組の年間行事-（2021年3月6日 SPWN）因幡はねる[133]
- あにまーれにあつまーれ2集目-超獣歌合戦- （2021年6月19日 SPWN）[134]
- 「風見くく バースデーディナーショー 2021」〜Kuku Birthday Barrel〜（2021年9月9日 SPWN）風見くく[135]
- Ichika Souya 2nd Q Re:18:2（2021年11月20日 SPWN）宗谷いちか[136]

#### 2022年
- 柚原いづみバースデーイベント 〜湯けむりどうでしょう〜（2022年1月23日 SPWN）柚原いづみ[137]
- AniMare 4th Anniversary -あにまーれ学園祭！-（2022年6月18日 SPWN）因幡はねる、日ノ隈らん、風見くく、柚原いづみ、瀬島るい、飛良ひかり、大浦るかこ[138]
- ななしふぇす2022"JUMP!"（2022年12月3日 立川ステージガーデン、SPWN）因幡はねる、日ノ隈らん、風見くく、柚原いづみ、瀬島るい、飛良ひかり、大浦るかこ、湖南みあ[139][140]

### イベント参加

#### 2020年
- TOKYO IDOL FESTIVAL オンライン 2020（2020年10月2日・3日 SPWN） 宗谷いちか[141]）

#### 2021年
- バーチャルユニットフェス「VILLS」vol.2（2021年3月21日 SPWN）因幡はねる、宗谷いちか、白宮みみ、柚原いづみ[142]
- ガリベンガーV 2年記念イベント（2021年4月29日 EXシアター六本木）VTR出演：因幡はねる[143]
- TUBEOUT! Vol.9（2021年6月26日 SPWN）宗谷いちか[144]
- TUBEOUT!FES -2021 SUMMER-（2021年8月29日 SPWN）因幡はねる、宗谷いちか、瀬島るい、飛良ひかり[145]
- TIF - TOKYO IDOL FESTIVAL 2021 Day2（2021年10月2日 配信限定ステージ）因幡・日ノ隈・宗谷・風見・柚原・白宮・瀬島・飛良・湖南・大浦[146]
- SANRIO Virtual Fes in Sanrio Puroland Day2（2021年12月12日 SPWN・VRChat・Door）因幡はねる[147]
- バーチャルユニットフェス「VILLS」vol.3 Day1（2021年12月18日 SPWN）因幡はねる、宗谷いちか[148]
- TUBEOUT!FES -2021 WINTER-（2021年12月28日 SPWN）宗谷いちか、風見くく、瀬島るい、大浦るかこ[149]

#### 2022年
- 3rd Anniversary ガリベンガーV 超感謝祭 ～英二と君と僕の未来～（2022年2月20日 豊洲PIT、テレ朝動画）因幡はねる[150]
- VTuber Fes Japan 2022（2022年4月29日 幕張メッセ、ニコニコ動画）因幡はねる、宗谷いちか[151]
- Summer Voyage!!（2022年7月2日 SPWN、ニコニコ動画）因幡はねる、風見くく[152]

## 漫画
- 因幡はねるのハネマン麻雀

竹書房「近代麻雀」2021年5月号より連載。作画は菅野航。

## 雑誌
- このマンガがすごい!2023[153] - 漫画レビュー寄稿[154]。

## タイアップ
- VTuber図鑑 upd8ver. - オーダーメイドはんこ[155]
- VTuberチップス2（2020年6月29日 eStream） 因幡はねる、宗谷いちか、日ノ隈らん、風見くく、柚原いづみ[156]
- VTuberチップス3（2021年6月21日 eStream） 白宮みみ[157]
- FamilyMartVision（2022年6月28日 ファミリーマート） 因幡はねる[158]
- VTuberチップス4（2022年7月26日 eStream） 瀬島るい、飛良ひかり[159]
- 大阪駅桜橋口の地下通路交通広告（2022年8月15日～8月28日 JR西日本）因幡、日ノ隈、風見、柚原、飛良、瀬島、大浦[160]

### コラボ
「奇想天外あにびっと!」にて「マリア大魔王への道」と2020年に動画でコラボ。厳密には、「奇想天外あにびっと!」を立ち上げるまではマリア大魔王への道に居候して出演していた。またマリア大魔王への道のメインアカウントである「マギアデイズ-ネロと愉快な仲間達-」でもコラボ動画を発表。

### 楽曲起用
| 起用年 | 楽曲               | タイアップ                                               |
| ------ | ------------------ | -------------------------------------------------------- |
| 2022年 | ハチャメチャバース | フジテレビ「全力!脱力タイムズ」12・1月エンディングテーマ |
| 2022年 | 独占予報           | テレビ朝日「musicる TV」12月のテーマソング/オープニング  |
| 2022年 | 独占予報           | スマホゲーム「D4DJ Groovy Mix」楽曲実装                  |
| 2022年 | ハチャメチャバース | スマホゲーム「D4DJ Groovy Mix」楽曲実装                  |

## ディスコグラフィ

### シングル
| 名義                  | タイトル           | 発売日         | 規格     |
| --------------------- | ------------------ | -------------- | -------- |
| 有閑喫茶あにまーれ    | ふぁんふぁーれ!    | 2019年6月9日   | 音楽配信 |
| 宗谷いちか            | 君と未来           | 2019年11月1日  | 音楽配信 |
| 因幡はねる            | 黄色いラビリンス   | 2019年11月10日 | 音楽配信 |
| 日ノ隈らん            | わ〜るどぴくにっく | 2019年11月12日 | 音楽配信 |
| 有閑喫茶あにまーれ    | Cantare!           | 2021年1月16日  | 音楽配信 |
| 柚原いづみ & 風見くく | ハチャメチャバース | 2022年11月13日 | 音楽配信 |
| 因幡はねる            | 独占予報           | 2022年11月20日 | 音楽配信 |